# 萊克維爾 (印地安納州)
萊克維爾（英語：Lakeville）是一個位於美國印地安納州聖約瑟夫縣的城鎮。

## 人口
根據2010年美國人口普查的數據，萊克維爾的面積為1.64平方千米，當中陸地面積為1.63平方千米，而水域面積為0.01平方千米。當地共有人口786人，而人口密度為每平方千米479人。